# Homodiaetus
Homodiaetus (Гомодіетус) — рід риб з підродини Stegophilinae родини Trichomycteridae ряду сомоподібні. Має 4 види. Наукова назва походить від грецького слова homodiaitos, тобто «звикати до».

## Опис
Загальна довжина представників цього роду коливається від 3,5 до 4,5 см. Голова відносно велика, сплощена зверху, з 6-9 одонтодами (шкіряними зубчиками). Очі помірного розміру, розташовані у верхній частині голови. Рот невеличкий. На нижній щелепі зуби розташовані у 5-7 рядків. Зяброві мембрани зливаються з перешийком. Тулуб стрункий. Спинний плавець витягнутий по середині тулуба. Жировий плавець відсутній. Грудні та черевні плавці маленькі. Анальний плавець трикутної форми. Хвостовий плавець короткий, з розрізом.
Голова і черево блідо-кремового або коричнюватого кольору, решта тіла є прозорим.

## Спосіб життя
Це демерсальні риби. Зустрічаються в прісноводних лагунах, невеличких річках з піщаним ґрунтом. Тримаються невеликої глибини. Активні переважно у присмерку або вночі. Ведуть паразитичний спосіб життя. Є лепідофагами, тобто живляться лускою, яку відривають від інших риб.

## Розповсюдження
Є ендеміками Бразилії, мешкають у басейнах річок Парана, Уругвай, Парагвай, Сан-Жуан.

## Види
- Homodiaetus anisitsi
- Homodiaetus banguela
- Homodiaetus graciosa
- Homodiaetus passarellii